# Eckehard Kiem
Eckehard Kiem (* 12. September 1950 in Berka vor dem Hainich; † 29. Dezember 2012) war ein deutscher Musiktheoretiker, Hochschulprofessor und Komponist. Zudem gründete Kiem das Dufay Ensemble.
In seinen Studienschwerpunkten konzentrierte er sich – neben praktisch-analytischer Auseinandersetzung mit der Vokalpolyphonie in der Renaissance – vor allem auf Werk und Leben Richard Wagners.

## Leben
Eckehard Kiem studierte Schulmusik, Musiktheorie bei Peter Förtig und Komposition bei Brian Ferneyhough und Klaus Huber sowie Germanistik und Musikwissenschaft in Mannheim und Freiburg.
Bereits 1980 wurde er Professor für Musiktheorie an der Hochschule für Musik Freiburg. Anfang der 1990er Jahre gründete er das Dufay Ensemble Freiburg, ein auf unentdeckte oder selten aufgeführte Musik des späten Mittelalters und der Renaissance spezialisiertes Vokalensemble, und war bis zu seinem Tod dessen Mitglied.
Von 1998 bis 2000 war er im Beirat der Stuttgarter Staatsoper. Er war Mitherausgeber der Zeitschrift Musik und Ästhetik und Autor zahlreicher Veröffentlichungen. Unter anderem veröffentlichte Kiem zusammen mit Ludwig Holtmeier (ebenfalls Professor für Musiktheorie und derzeitiger Rektor der Musikhochschule Freiburg) das fachliterarische Traktat Richard Wagner und seine Zeit.